# Tegenaria wittmeri
Tegenaria wittmeri är en spindelart som beskrevs av Brignoli 1978. Tegenaria wittmeri ingår i släktet husspindlar, och familjen trattspindlar.
Artens utbredningsområde är Bhutan. Inga underarter finns listade i Catalogue of Life.